# Матч! Футбол 2
Матч! Футбол 2 — общероссийский спортивный телеканал, входящий в семейство спортивных каналов Матч ТВ. На стадии запуска считался третьим по счёту каналом футбольной тематики из портфолио «НТВ-Плюс» после «Футбола» и «Нашего футбола».

## История
«НТВ-Плюс Футбол 2» начал своё вещание 14 марта 2011 года в 12:00 МСК вместо канала «НТВ-Плюс Спорт Классика», эфир которого состоял преимущественно из архивных передач, спортивных трансляций и видеоматериалов производства ЦТ СССР, РГТРК «Останкино», НТВ и «НТВ-Плюс».
В первые годы на канале «НТВ-Плюс Футбол 2» в прямом эфире и в записи транслировались как матчи зарубежных кубков и чемпионатов, не попадавшие ранее на спортивные каналы «НТВ-Плюс», так и футбольные матчи прошлых лет, ставшие легендой мирового футбола. Кроме того, канал позволял зрителям увидеть повторы самых интересных матчей в наиболее удобное время. Архивный показ матчей демонстрировался в рамках рубрик «Из архива НТВ-Плюс», «В преддверии битвы» и «Золотая футбольная коллекция». Помимо этого, в сетке вещания присутствовали архивные выпуски программы «Футбольный клуб» с Василием Уткиным 1994—2001 годов.
С 24 февраля 2012 года канал вещает в формате высокой чёткости. Архивные программы и трансляции полностью убраны из сетки вещания.
В ноябре 2015 года программное наполнение телеканала подверглось изменениям: канал сосредоточился преимущественно на трансляции матчей чемпионата Испании. В свою очередь, «Футбол 1» стал уделять внимание чемпионату Англии, а «Футбол 3» — чемпионату Италии, Германии, и Франции. При этом прямые трансляции с игр Лиги чемпионов и Лиги Европы остались в сетке вещания всех перечисленных телеканалов.

## Трансляции
Канал специализируется на показе крупных футбольных соревнований, таких, как:
- Лига чемпионов УЕФА и Лига Европы УЕФА
- Кубок Либертадорес
- Чемпионат Европы по футболу
- Чемпионат мира по футболу

- Чемпионат Бразилии

- Итальянская Серия А

### Ранее транслировались
- Чемпионат Португалии
- Чемпионат Белоруссии (сезон 20/21)

## Комментаторы
- Александр Аксёнов
- Никита Басынин
- Константин Генич
- Дмитрий Дерунец
- Сергей Дурасов
- Дмитрий Жичкин
- Тимур Журавель
- Семён Зигаев
- Эльвин Керимов
- Игорь Кытманов
- Степан Манаков
- Михаил Меламед
- Станислав Минин
- Михаил Моссаковский
- Роман Нагучев
- Александр Неценко
- Виталий Павлов
- Олег Пирожков
- Александр Пойда
- Кирилл Поляков
- Роман Трушечкин
- Георгий Черданцев
- Артём Шмельков
- Дмитрий Шнякин
- Наталья Юрина

### Бывшие комментаторы
- Алексей Андронов (1999—2016)
- Нобель Арустамян (2010—2021)
- Никита Горшенин (2010—2011)[5]
- Роман Гутцайт (2005—2019)[6]
- Тимур Дагуев (2010—2013)[7]
- Юрий Дудь (2011—2012)[8]
- Дмитрий Дуличенко (1999—2001)
- Александр Еремиев (?—2024)
- Павел Занозин (2008—2017)[9][10]
- Глеб Золотовский (1999—2010)
- Илья Казаков (1999—2001)
- Денис Казанский (2005—2021)
- Филипп Кудрявцев (2014—2019)[11]
- Илья Кузенкин (1999—2005)
- Борис Майоров (1999—2009)
- Владимир Маслаченко (1999—2010)
- Сергей Мещеряков (1999—2001, 2004—2005)[12][13]
- Юрий Розанов (1999–2021)
- Дмитрий Савин (2002—2011)[14]. В январе 2011 года был отстранён от работы на неопределённый срок после комментирования в нетрезвом состоянии матча итальянской серии А сезона 2010/2011 между «Миланом» и «Чезеной»[15], сейчас работает на КХЛ-ТВ.
- Владимир Стогниенко (2001—2002, 2015—2016)[16]
- Александр Ткачёв (1999—2006)[17]
- Василий Уткин (1999—2016)
- Дмитрий Фёдоров (1999—2000[18], 2005—2007)[19][20]
- Савик Шустер (1999—2001)